# Васил Марков (генерал)
Вижте пояснителната страница за други личности с името Васил Марков.
Васил Марков Иванов с псевдоним Здравко е български офицер, генерал-майор.

## Биография
Васил Марков е роден на 9 април 1900 г. в град Ябланица. Учи в Плевенската гимназия. Семейството му се преселва в село Караагач, Балбунарско. Завършва Разградската мъжка гимназия (1918). Член на БРСДП (т.с.) от 1918 г.
Учи по специалност електроинженерство във Виена (1919 – 1924). Член на Австрийската комунистическа партия от 1921 г. Дипломиран инженер.
Продължава образованието си в Техническия университет в Берлин. Завършва със специалност машинен инженер през 1926 г. Член на Германската комунистическа партия.
След завръщане в село Брестовене е заплашен от полицейски арест и емигрира в Германия (1927). Завръща се през 1931 г. Активен деец на БРП (к). Интерниран последователно в Несебър, Ардино, Момчилград и Троян.
Включва се в съпротивителното движение по време на Втората световна война. Секретар на организацията на БРП (к) в Пловдив. Нелегален псевдоним Здравко. Политически комисар на Втора пловдивска въстаническа оперативна зона. Член на ЦК на БРП (к).
След 9 септември 1944 г. е секретар на Окръжния комитет на ЦК на БРП (к) в Пловдив. Директор на железниците (1946 – 1947). Помощник-министър на транспорта от 1 януари 1948 г. Военно звание генерал-майор от 1 януари 1948.
Арестуван по подозрение за „връзки с чуждо разузнаване“. Изключен от ЦК на БКП „за антисъветска, антинародна и вредителска дейност“ на 24 ноември 1949 г. Разстрелян през ноември 1949 г. Реабилитиран след Априлския пленум (1956). На централния площад на град Ябланица има негов бюст-паметник.